# Actaea acantha
Actaea acantha es una especie de crustáceo decápodo de la familia Xanthidae oriundo del este del océano Atlántico.

## Taxonomía
La especie fue descrita científicamente por el zoólogo francés Henri Milne-Edwards en 1834, quien la incluyó dentro del género Cancer bajo el nombre de C. acantha. Posteriormente fue trasladada al género Actaea, creado en 1833 por el zoólogo neerlandés Willem de Haan. Su localidad tipo es desconocida.
En 1879 el profesor estadounidense de biología John Sterling Kingsley describió la especie A. spinifera sobre la base de un espécimen recolectado en Plantation Key, una isla de Florida. Sin embargo, actualmente es considerada un sinónimo de A. acantha.

## Biología
Es una especie de crustáceo bentónico de hábitos carnívoros. Habitan en un fondo rocoso o arenoso a profundidades entre 0 y 25 metros. Viven rodeados de restos de coral o conchas de otros crustáceos y asociados a la vegetación acuática.

## Descripción
Su caparazón y quelípedos son de color rojo oscuro con franjas amarillas que los recorren. En pequeñas áreas del caparazón y en la parte interna de los quelípedos presentan una coloración roja más clara, casi amarilla. Por otra parte, los dactylus (último segmento del séptimo apéndice toráxico) son negros con los extremos blancos. Esta coloración oscura se extiende hasta ocupar una tercera parte de las tenazas.
En comparación con A. bifrons, tienen un caparazón más prominente, grueso y granulado. Estos gránulos tienden a ocultar el surco lateral bajo el surco cervical.

## Distribución geográfica
Se encuentra en el este del océano Atlántico con una presencia registrada en: Bahamas, Florida (cayos de la Florida y Tortugas Secas), golfo de México, Cuba, Jamaica, Haití, Puerto Rico, archipiélago de Guadalupe, isla de San Bartolomé, Colombia y Brasil (Maranhão y Fernando de Noronha).
Se ha encontrado fósiles de esta especie en Jamaica datados en el Pleistoceno.